# فلسفه ادراک
فلسفه ادراک (انگلیسی: Philosophy of perception)
فلسفه ادراک، به طبیعت تجربه ادراکی و وضعیت داده‌های ادراکی می‌پردازد، به ویژه اینکه چگونه آنها با باورها دربارهٔ جهان یا شناخت جهان مرتبط می‌شوند. هر بیان روشنی از ادراک، نیازمند پایبندی به یکی از دیدگاه‌های گوناگون هستی‌شناسانه یا مابعدالطبیعی است.

## مقولات ادراک
می‌توان ادراک را به درونی و بیرونی دسته‌بندی کرد.
- ادراک درونی، راجع به چیزهایی است که در بدنهای ما روی می‌دهد؛ اعضا و جوارح ما کجایند، آیا ما می‌نشینیم یا می‌ایستیم، آیا ما افسرده‌ایم، گرسنه‌ایم، خسته‌ایم، وغیره.
- ادراک بیرونی یا حسی، راجع به جهان بیرون از بدنهای ماست. ما با به‌کارگیری حواس بینایی و شنوایی و بساوایی و بویایی و چشایی، رنگها و صداها و ساختارها و غیره را دربارهٔ جهان به تفصیل ادراک می‌کنیم. توده فزاینده ای از دانش دربارهٔ سازوکارهای فرایندهای حسی در روانشناسی شناختی یافت می‌شود.
- ادراک مختلط درونی و بیرونی (مثل هیجان و حالات خاص)، دربارهٔ چیزی است که در بدنهای ما و علت دریافت شده ادراکهای جسمانی ما روی می‌دهد.